# 뵤른 고자왕
고자왕 뵤른(영어: Björn the Eunuch, 아이슬란드어: Björn er Geldingur, 스웨덴어: Björn Hovmannen)은 10세기 스웨덴의 반전설적인 왕이다. 문쇠 가 사람으로 짧게 나라를 다스린 뒤 쿠데타로 폐위당하고 완전거세를 당한 뒤 노르망디 공국으로 추방당했다.

## 참고 자료
- Lagerquist, Lars O. (1997). Sveriges Regenter, från forntid till nutid. Norstedts, Stockholm. ISBN 91-1-963882-5